# Marija Kondratjewa
Marija Kondratjewa (ur. 17 stycznia 1982) – rosyjska tenisistka.
Jest tenisistką praworęczną z oburęcznym backhandem. Jej największym sukcesem wielkoszlemowym jest dotarcie do 2 rundy drabinki deblowej French Open 2010, gdzie dotarła razem z Vladimírą Uhlířovą. Sklasyfikowana najwyżej na 68 miejscu deblowym w rankingu światowym, w październiku 2009 roku. Na swoim koncie ma cztery zwycięstwa singlowye oraz dwadzieścia zwycięstw deblowych w zawodach ITF. Trenini tenisowe rozpoczęła w wieku 7 lat. Jej ulubioną nawierzchnią jest ziemna.
W październiku 2009 roku w turnieju Kremlin Cup dotarła do finału deblowej drabinki, w parze z czeszką Klárą Zakopalovą. Pokonując między innymi parę rozstawioną z numerem 1 – Nuria Llagostera Vives/María José Martínez Sánchez. W finale przegrała 2:6, 2:6 z parą rosyjską Marija Kirilenko/Nadieżda Pietrowa.
W kwietniu 2010 roku w turnieju Andalucia Tennis Experience ponownie dotarła do finału deblowej drabinki, jednak tym razem z Jarosławą Szwiedową. Po drodze pokonały polski debel Martę Domachowską i Alicję Rosolską. W finale natomiast uległy parze Sara Errani i Roberta Vinci 4:6, 2:6. Pod koniec lipca, podczas turnieju Banka Koper Slovenia Open w Portorožu, grając w parze z Vladimirą Uhlirovą, odniosła pierwsze zwycięstwo turniejowe w karierze. W finale pokonały Annę Czakwetadze i Marinę Erakovic 6:4, 2:6, 10:7.

## Finały turniejów WTA
| Legenda                     | Legenda |
| --------------------------- | ------- |
| Wielki Szlem                |         |
| Igrzyska olimpijskie        |         |
| WTA Tour Championships      |         |
| 2009 – 2020                 |         |
| WTA Premier Mandatory       |         |
| WTA Premier 5               |         |
| WTA Premier                 |         |
| WTA International Series    |         |
| WTA 125K series (2012–2020) |         |

### Gra podwójna
| Końcowy wynik | Nr | Data                 | Turniej  | Nawierzchnia | Partnerka           | Przeciwniczki                      | Wynik finału   |
| ------------- | -- | -------------------- | -------- | ------------ | ------------------- | ---------------------------------- | -------------- |
| Finalistka    | 1. | 24 października 2009 | Moskwa   | Twarda       | Klára Zakopalová    | Marija Kirilenko Nadieżda Pietrowa | 2:6, 2:6       |
| Finalistka    | 2. | 11 kwietnia 2010     | Marbella | Ceglana      | Jarosława Szwiedowa | Sara Errani Roberta Vinci          | 4:6, 2:6       |
| Zwyciężczyni  | 1. | 25 lipca 2010        | Portoroż | Twarda       | Vladimíra Uhlířová  | Anna Czakwetadze Marina Erakovic   | 6:4, 2:6, 10–7 |
| Finalistka    | 3. | 31 lipca 2010        | Stambuł  | Twarda       | Vladimíra Uhlířová  | Eleni Daniilidu Jasmin Wöhr        | 4:6, 6:1, 9–11 |

## Wygrane turnieje rangi ITF
| turnieje z pulą nagród 100 000 $ |
| turnieje z pulą nagród 75 000 $  |
| turnieje z pulą nagród 50 000 $  |
| turnieje z pulą nagród 25 000 $  |
| turnieje z pulą nagród 15 000 $  |
| turnieje z pulą nagród 10 000 $  |

### Gra pojedyncza
|    | Data       | Turniej    | ($)    | Naw.   | Finalistka              | Wynik         |
| 1. | 22/07/2001 | Le Touquet | 10 000 | ziemna | Aurore Desert           | 6:4, 7:6(6)   |
| 2. | 18/11/2001 | Hawr       | 10 000 | ziemna | Oksana Karyshkova       | 7:5, 5:7, 7:5 |
| 3. | 27/07/2003 | Horb       | 10 000 | ziemna | Ana Timotić             | 7:5, 6:3      |
| 4. | 12/09/2004 | Tbilisi    | 10 000 | ziemna | Margalita Chakhnashvili | 7:5, 6:4      |